# Dario Zahora
Dario Zahora (Vukovar, 21. ožujka 1982.), bivši je hrvatski nogometaš. Igrao je na položaju napadača. 

## Klupska karijera
Dario Zahora počeo je igrati nogomet u rodnom Vukovaru. U ratnom vihoru s obitelji napustio je Vukovar i otišao u Zagreb gdje je 1993. godine počeo nastupati u mladoj momčadi HAŠK-a. Od 1994. godine igrao je nogomet u Dinamovim mlađim uzrastima, u nogometnoj školi Hitrec-Kacian. Profesionalnu nogometnu karijeru započeo je u zagrebačkom Dinamu gdje je bio pod ugovorom od 2000. do 2009. godine. Za Dinamo debitirao je 2. svibnja 2001. godine. Igrajući za Dinamo u 26. kolu 1. HNL u utakmici protiv HNK Rijeke (5:0), 17. travnja 2004. godine, zabio je četiri pogotka. Za Dinamo je odigrao ukupno 241 utakmicu i postigao 165 pogodaka od kojih su 94 bile ligaške utakmice u kojima je postigao 39 pogodaka. Tijekom ugovora s Dinamom Dario Zahora bio je i na posudbi u drugim klubovima (NK Croatia Sesvete i NK Slaven Belupo u 1. HNL, te NK Koper, NK Domžale i NK Interblock u 1. SNL). Tijekom posudbe u sezoni 2006/07. s NK Slaven Belupom igrao je u završnici hrvatskoga nogometnog kupa a u sezoni 2007./08. igrajući za NK Domžale bio je najbolji strijelac 1. SNL s postignutih 22 pogotka. Godine 2009. potpisao je ugovor s norveškim nogometnim klubom Rosenborgom gdje je igrajući osvojio norveško prvenstvo za sezonu 2009. Godine 2010. potpisao je ugovor s izraelskim nogometnim klubom Bnei Sakhnin F.C. U travnju 2011. godine nakon Bnei Sakhnina F.C. i četiri godine igranja u inozemstvu Zahora se vratio u Hrvatsku, u zagrebačku Lokomotivu. Nakon zagrebačke Lokomotive Zahora početkom srpnja 2011. godine ponovno odlazi u inozemstvo i potpisuje za bugarski klub Lokomotiv Plovdiv. U Plovdivu se kratko zadržao i poslije sporazumnoga raskida ugovora s Lokomotivom te pauze od tridesetak dana Zahora je, 29. rujna 2011. godine, potpisao ugovor s NK Osijekom.
U ljeto 2012. godine potpisao je ugovor s grčkim drugoligašem Ergotelisom, a sljedeću sezonu igrao je također u grčkome klubu, Iraklisu. Posljednji klub za kojega je potpisao, 2016. godine, bio je slovački FK AS Trenčín. 

## Reprezentativna karijera
U hrvatskoj nogometnoj A reprezentaciji nije nastupio a u mlađim selekcijama ima nastupe u svim dobnim uzrastima, do 15, do 16, do 17, do 18, do 19, do 20 i do 21.

## Priznanja

### Individualna
- Najbolji strijelac 1. SNL u sezoni 2007./08. s postignutih 22 pogotka.

### Klupska
Dinamo Zagreb
- Prvak Hrvatske (2) : 2002./03., 2005./06.
- Hrvatski nogometni kup (3) : 2001., 2002., 2004.
- Hrvatski nogometni superkup (2) : 2002., 2003.

NK Domžale
- Prvak Slovenije (1) : 2007./08.
- Slovenski nogometni superkup (1) : 2007.

NK Interblock
- Slovenski nogometni superkup (1) : 2008.

Rosenborg B.K.
- Prvak Norveške (1) : 2009.

## Vanjske poveznice
- Dario Zahora, Hrvatski nogometni savez
- (engl.) Dario Zahora profil na soccerway.com
- (slov.) Dario Zahora statistika u 1. SNL na prvaliga.si Arhivirana inačica izvorne stranice od 24. rujna 2015. (Wayback Machine)